# Solomos Solomou
Solomos Solomou (griech. Σολομών Σολωμού, * 1970; † 14. August 1996 bei Famagusta) war ein griechischer Zypriot, der im Anschluss an eine Gedenkveranstaltung am 14. August 1996 vor Famagusta von türkischen Soldaten erschossen wurde. Seiner wird meist zusammen mit seinem kurz zuvor ermordeten Cousin Tassos Isaak in Zypern gedacht.

## Leben
Solomou war ein Heimatvertriebener aus dem Norden Zyperns. Als Teilnehmer einer Demonstration im Gedenken an seinen Cousin Tassos Isaak, der einige Tage zuvor von türkischen Extremisten totgeprügelt worden war, nachdem er den Anschluss zu einer Demonstrationsgruppe in der Pufferzone verloren hatte.
Solomon Solomou verließ die Gedenkveranstaltung gegen 14:20 Uhr und lief in die türkisch besetzte Zone. Dort kletterte er als Protest auf einen Mast mit einer türkischen Nationalflagge, mutmaßlich um diese herunterzuholen. Scharfschützen der türkischen Armee eröffneten das Feuer auf Solomou und trafen ihn dreimal. Er starb noch vor Ort.

## Die Täter und Ermittlungen
Aus Ermittlungen der zyprischen Polizei ergibt sich, dass die beiden Soldaten Kenan Akın und Erdal Hacıali Emanet die Schüsse abgegeben haben. Für Akın liegt ein Haftbefehl bei Interpol vor, der jedoch wegen einer Blockade der Türkei nicht vollzogen werden kann. Als weitere Verantwortliche werden Attila Sav (ehemaliger Polizeimeister), Hasan Kundakcı (ehemaliger Generalleutnant) und Mehmet Karlı (ehemaliger Major) genannt. Die genannten Personen können die Türkei aufgrund Internationaler Haftbefehle nicht verlassen. Die Verantwortlichen für die Schüsse sind bis heute nicht belangt.
Am 24. Juni 2008 eröffnete der Europäische Gerichtshof für Menschenrechte das Verfahren „Solomou and others v. Turkey“.